# Sjamil Boerzijev
Sjamil Gasanovitsj Boerzijev (Russisch: Бурзиев Шамиль Гасанович) (Machatsjkala, 1 april 1985 - Kiziljoert, 5 december 2010) was een Russisch voetballer. Nadat hij zijn carrière was begonnen bij Anzji Machatsjkala keerde hij na zes seizoenen terug naar deze club. Op 5 december 2010 kwam hij om bij een auto-ongeval nabij Kiziljoert. waardoor hij in zijn tweede periode voor deze club slechts zes wedstrijden speelde.